# Ariana DeBose
Ariana DeBose (Wilmington, 1991. január 25. –) Oscar-, BAFTA- és Golden Globe-díjas amerikai színésznő. 
Pályafutása elején főként musicalekben játszott. Először a Hamilton című musicalben figyeltek fel rá, híressé Spielberg 2021-es West Side Story című filmje tette, amivel minden fontosabb filmdíjat elnyert.

## Élete és pályafutása
DeBose 1991-ben született, édesanyja, Gina DeBose, egyedül nevelte fel. Édesapja, aki puerto ricói és afro-amerikai származású volt, sosem volt része az életének. DeBose korán elkezdett táncleckéket venni, és hamar megszerette a színházat is, mikor tíz, tizenegy éves volt. A Wake Forest-Rolesville Középiskolába járt, és olyan előadásokban szerepelt, mint az Aida, A nyomorultak és az A Chorus Line.
2009-ben a So You Think You Can Dance reality show szereplője volt. A legjobb húszba bekerült, mielőtt kiesett, majd úgy döntött, hogy New Yorkba költözik. 2011-ben beválogatták a Hajrá, csajok! A musical adaptációjába, aminek alapjául Gabrielle Union és Kirsten Dunst pompomlányos filmje szolgált. DeBose részt vett az előadás turnéján, majd 2012-ben debütált a Broadwayn. 2013-ban a Motown: The Musical című zenés darabban szerepelt, valamint Diana Ross beugrója is volt. 2015-ben a nagysikerű Hamilton ősbemutatójának volt a szereposztásában, és elkísérte a musicalt az Off-Broadwayről a Broadwayre. A Hamilton a mai napig is futó produkció (2023). 
2016-ban DeBose vendégszerepelt a Zsaruvér című bűnügyi tévésorozatban. Ugyanebben az évben az A Bronx Tale The Musical állandó szereplője volt egészen 2018-ig. 2018-ban Donna Summerről rendezett musicalben vállalt szerepet a Summerben, amivel Tony-díjra jelölték. Első filmes szerepét is ebben az évben nyerte el a Seaside című produkcióban. 2020-ban megjelent a Hamilton filmes változatában is, majd Meryl Streep, James Corden és Nicole Kidman társaságát gazdagította a The Prom – A végzős bál című netflixes musicalben. 
2021-ben állandó szereplője lett a Schmigadoon! című vígjátéksorozatnak. Ugyanebben az évben mutatták be Spielberg West Side Story remake-jét, amiben DeBose fontos szerepet kapott, és minden fontos díjat begyűjtött vele, köztük a legjobb női mellékszereplőnek járó Oscar-díjat. 2022-ben a Westworldben vendégszerepelt. 2023-ban a Walt Disney Kívánság című animációs film főszereplőjének kölcsönözte a hangját. 2024-ben várhatóan a Kraven, a vadász című következő Marvel-filmben lesz látható a papnő, Calypso szerepében. 

## Magánélete
DeBose nyíltan meleg, korábban Jill Johnsonnal volt párkapcsolatban, akit a Broadwayn ismert meg. Jelenleg a jelmeztervező Sue Makkoo-val él együtt New Yorkban.

## Filmográfia

### Film
| Év   | Magyar cím              | Eredeti cím       | Szerep                                   | Magyar hang    |
| ---- | ----------------------- | ----------------- | ---------------------------------------- | -------------- |
| 2011 |                         | Company           | színészgárda tagja                       |                |
| 2018 |                         | Seaside           | Daphne                                   |                |
| 2020 | Hamilton                | Hamilton          | színészgárda tagja / The Bullet / Martha |                |
| 2020 | The Prom – A végzős bál | The Prom          | Alyssa Greene                            | Mikecz Estilla |
| 2021 | West Side Story         | West Side Story   | Anita                                    | Peller Anna    |
| 2023 |                         | I.S.S.            | Kira Forster                             |                |
| 2023 | Kívánság                | Wish              | Asha (hangja)                            | Kardffy Aisha  |
| 2024 | Argylle: A szuperkém    | Argylle           | Keira                                    | Peller Anna    |
| 2024 | Kraven, a vadász        | Kraven the Hunter | Calypso                                  | Réti Adrienn   |
| 2024 |                         | House of Spoils   | Séf                                      |                |
| 2025 | A szerelem fáj          | Love Hurts        | Rose                                     | Mikecz Estilla |

### Televízió
| Év    | Magyar cím         | Eredeti cím                            | Szerep             | Megjegyzések                           |
| ----- | ------------------ | -------------------------------------- | ------------------ | -------------------------------------- |
| 2009  |                    | So You Think You Can Dance             | önmaga             | versenyző (6. évad)                    |
| 2016  | Zsaruvér           | Blue Bloods                            | Sophia Ortiz       | 1 epizód (6. évad)                     |
| 2016  |                    | Hamilton's America                     | önmaga             | dokumentumfilm                         |
| 2018  |                    | The Tonight Show Starring Jimmy Fallon | Disco Donna        | 1 epizód (5. évad)                     |
| 2021– | Dalária            | Schmigadoon!                           | Emcee              | 1. évad                                |
| 2021– | Dalária            | Schmigadoon!                           | Emma Tate          | 2. évad                                |
| 2022  | Emberi erőforrások | Human Resources                        | Danielle (hangja)' | 1 epizód magyar hangja Mentes Júlia    |
| 2022  | Westworld          | Westworld                              | Maya               | visszatérő szereplő 5 epizód (4. évad) |
| 2022  | Bubbi Guppik       | Bubble Guppies                         | Lulu (hangja)      | 1 epizód (6. évad)                     |
| 2023  | 76. Tony-gála      | 76th Tony Awards                       | önmaga (házigazda) | különkiadás                            |

## Színház
| Év      | Cím                      | Szerep                      | Színház                 |
| ------- | ------------------------ | --------------------------- | ----------------------- |
| 2012    | Bring it On The Musical  | Nautica/ Danielle beugrója  | St James Theatre        |
| 2013–15 | Motown The Musical       | előadó/ Diana Ross beugrója | Lunt-Fontanne Theatre   |
| 2013–15 | Pippin                   | előadó beugró               | Music Box Theatre       |
| 2015–   | Hamilton                 | előadó                      | Richard Rodgers Theatre |
| 2016–18 | A Bronx Tale The Musical | előadó/ Jane                | Longacre Theatre        |
| 2018    | Summer                   | Disco Donna                 | Lunt-Fontanne Theatre   |

## Fontosabb díjak és jelölések
| Cím             | Díj                                                     | Eredmény     |
| Filmes díjak    | Filmes díjak                                            | Filmes díjak |
| --------------- | ------------------------------------------------------- | ------------ |
| West Side Story | BAFTA-díj a legjobb női mellékszereplőnek               | Elnyerte     |
| West Side Story | BAFTA-díj a legjobb új színésznőnek                     | Jelölve      |
| West Side Story | Golden Globe-díj a legjobb női mellékszereplőnek        | Elnyerte     |
| West Side Story | Oscar-díj a legjobb női mellékszereplőnek               | Elnyerte     |
| West Side Story | Screen Actors Guild-díj a legjobb női mellékszereplőnek | Elnyerte     |
| Színházi díjak  |                                                         |              |
| Summer          | Tony-díj a legjobb női mellékszereplőnek musicalben     | Jelölve      |